# Гроссмейстер СССР по переписке
Гроссмейстер СССР по переписке — высшее спортивное звание СССР для спортсменов-участников заочной игры в шахматы. Было учреждено Госкомспортом СССР в 1982 году, когда шахматные соревнования по переписке было решено вынести в самостоятельный раздел Единой всесоюзной спортивной классификации.
Впервые присвоено 1 января 1988 года[кому?].

## Критерии присвоения
Звания удостаивались обладатели выдающихся достижений в игре по переписке, в качестве которых рассматривалось: 
- 1-е место в личном чемпионате мира;
- Не менее чем двукратное занятие 1-го места в личном чемпионате СССР при условии выступления в этом первенстве, как минимум, 8 гроссмейстеров и мастеров
- Однократное выполнение требований к званию международного гроссмейстера или гроссмейстера ИКЧФ.

В Российской Федерации аналогичным высшим спортивным званием стал «Гроссмейстер России по заочной игре в шахматы».